# Bataille de Bonnegarde
Guerre de Guyenne
La bataille de Bonnegarde est un épisode de la Guerre de Guyenne qui eut lieu à Bonnegarde (près d’Orthez, dans l'actuel département des Landes), le 2 février 1297 et opposa les Français du comte Robert II d'Artois aux troupes anglaises commandées par Henry de Lacy, comte de Lincoln, se soldant par une nette victoire française. Ce combat, où les Français surprirent et battirent l'armée anglaise en lui tendant une embuscade, fut la seule bataille rangée de la guerre et l’épisode qui mit fin aux combats en Guyenne en faveur du royaume de France.

## La bataille

### Prélude
À l'été 1296, les troupes du roi de France Philippe le Bel, dirigées par le comte Robert II d'Artois, mettent le siège devant Bonnegarde, bastide fondée quelques années plus tôt par le roi d'Angleterre et duc d'Aquitaine Edouard Ier. Un an plus tôt, la bastide de Saint-Sever était tombé aux mains des Français après trois mois de siège et Charles de Valois, frère du roi, avait alors pu occuper une bonne partie de la Guyenne anglaise. Les renforts tardaient à arriver d'Angleterre à cause de la révolte des barons écossais à la frontière nord du pays. Alors que Bonnegarde, une des dernières places fortes encore aux mains des Anglais, commençait à connaître la famine, Édouard Ier envoya enfin une armée en renfort qui se mit en marche depuis la ville portuaire de Bayonne le 28 janvier 1297, afin de tenter de briser le siège et d'apporter des ravitaillements. Elle était commandée par Henry de Lacy, troisième comte de Lincoln, lieutenant général du roi en Aquitaine. Le 29 janvier, après avoir passé Bonnut, l'armée anglaise se retrouva à l'orée d'une forêt qu'il était nécessaire de franchir pour rejoindre Bonnegarde. Par prudence, face à cet obstacle, Lincoln divisa ses troupes en trois colonnes. L'une d'elle était commandée par Jean de Bretagne, comte de Richmond, l'autre par Lincoln lui-même. La dernière, qui constituait l'avant-garde, fut confiée au commandement de John St John, sénéchal de la province d'Aquitaine nommé par Édouard Ier. Au total, l'armée anglaise comptait entre 6 000 et 7 000 hommes, dont environ 800 chevaliers avec leurs écuyers.
Robert d'Artois avait, quant à lui, installé son commandement à Orthez et, informé par des espions du parcours des Anglais, il avait établit des garnisons dans des postes d'observation à Tilh et Estibeaux. Quand il apprit la séparation de l'armée anglaise en trois au passage de la forêt entre Bonnut et Bonnegarde, il disposa sa propre armée en trois divisions disposées en ligne de l'autre côté du massif boisé. La première, qui constituait son avant-garde, fut confiée au commandement de Thibaut de Cepoy tandis que la deuxième était dirigée par le comte Roger-Bernard III de Foix et la dernière commandée par le comte d'Artois lui-même. Son armée devait comporter un peu moins de six mille hommes, dont sept cent chevaliers et écuyers, le reste combattant à pied et comprenant des arbalétriers et des lanciers.

### Le combat
Fatigués par la longue marche depuis Bayonne et peu prudents à cause de rapports trop rassurants de leurs éclaireurs, les Anglais furent surpris le 2 février (selon le chroniqueur anglais Nicholas Trivet) par l'armée française qui prit en embuscade l'avant-garde de John de Saint-Jean au débouché du bois. N'ayant pas le temps d'adopter une position de combat, celle-ci fut défaite, notamment grâce à une charge du comte de Foix, et John St John fut fait prisonnier au côté de plusieurs autres chevaliers anglais. Se rendant compte de la débandade, les Gascons recrutés comme combattants à pied par les Anglais abandonnèrent le terrain. En tentant de fuir pendant la déroute, les troupes de l'avant-garde de John St John se heurtèrent à celles des deux autres colonnes anglais qui les suivaient, précipitant également la fuite du comte de Richmond. 
Quant au commandant en chef de l'armée anglaise, Henry de Lacy, comte de Lincoln, les sources sont contradictoires quant à son comportement : selon l'Anglais Nicholas Trivet, il aurait choisi de ne pas porter secours à son avant-garde avec son détachement afin de préserver une partie de son armée, tandis que selon les chroniqueurs français, alors que la plupart de ses hommes avaient battu en retraite, il regroupa ce qu'il restait de ses hommes et tenta une contre-attaque avec six cents combattants contre un escadron de réserve composé de seulement cent français, sous les ordres Robert d'Artois - dont le reste de la troupe était partie à la poursuite des Anglais en fuite. Quoiqu'il en soit, le comte de Lincoln fut défait et dut lui aussi abandonner le combat.
À la tombée de la nuit, tout le contingent anglais était en fuite. La poursuite dura pendant deux heures jusqu'à ce que la nuit noire empêche toute action et disperse les différentes troupes. La plupart des Anglais réussirent à s'enfuir à la faveur de la nuit bien qu'en ordre complètement dispersé. Le comte de Lincoln parvint ainsi à rejoindre la place de Peyrehorade d'où il battit ensuite retraite jusqu'à Bayonne. Tout le bagage de son armée et les ravitaillements prévus pour Saint-Sever furent perdus.
Lors de la bataille, qui dura environ trois heures, plusieurs chevaliers anglais furent tués comme Philippe de Materedon et de nombreux autres furent faits prisonniers comme John St John, William Mortimer le jeune et John de La Warde. La plupart des prisonniers furent ramenés par le comte d'Artois à Paris. Celui-ci fut ensuite envoyé par le roi de France commander son armée en Flandres, où il remporta la bataille de Furnes. 
Selon les différentes sources (les Anciennes chroniques de Flandre et la Chronographia Regum Francorum), entre 700 et 1400 soldats anglais furent tués lors de la bataille. On ne connaît pas les pertes des Français, mais elles furent sans doute très faibles.

### Conséquences
Après cette défaite, le roi d'Angleterre n'envoya plus d'autres forces en France et cessa son soutien au comté de Flandres en rébellion contre le roi de France, qui débuta une guerre contre Philippe le Bel seul. Édouard Ier signa le 9 octobre 1297 une trêve avec Philippe le Bel qui fut renouvelée plusieurs fois avant d'aboutir six ans plus tard sur le traité de paix qui mit officiellement fin à cette guerre de Guyenne qui avait effectivement cessé après la bataille de Bonnegarde.